# Oriole à queue jaune
Icterus mesomelas
Espèce
Répartition géographique
Statut de conservation UICN

 LC  : Préoccupation mineure
L’Oriole à queue jaune (Icterus mesomelas) est une espèce d'oiseau de la famille des ictéridés qu’on retrouve du Mexique au nord de l’Amérique du Sud.

## Répartition et sous-espèces
L’Oriole à queue jaune peuple le sud du Mexique (dont la péninsule du Yucatán), le littoral atlantique de l’Amérique centrale jusqu'au lac de Maracaibo et la Tumbes-Chocó.
Quatre sous-espèces sont reconnues (du nord au sud) :
- I. m. mesomelas (Wagler, 1829)
- I. m. salvinii  Cassin, 1867
- I. m. carrikeri Todd, 1917
- I. m. taczanowskii Ridgway, 1901

## Habitat
L’Oriole à queue jaune fréquente les boisés, les clairières et les fourrés denses des basses terres tropicales, généralement non loin d’un marais, d’une rivière ou d’une lagune.  On le voit aussi dans les zones agricoles s’il s’y trouve des buissons et des arbres, dans les plantations ainsi que dans la mangrove.

## Nidification
Le nid est un panier suspendu d’une douzaine de centimètres de profondeur. Les œufs sont au nombre de deux à trois.